# Lys Assia
Rosa Mina Schärer, conocida como Lys Assia (Rupperswil, 3 de marzo de 1924-Zollikon, 24 de marzo de 2018) fue una cantante suiza, ganadora del primer Festival de la Canción de Eurovisión, en 1956. En total, representó a su país tres veces consecutivas en el Festival, desde su inicio en 1956 hasta 1958.

## Biografía

### Carrera

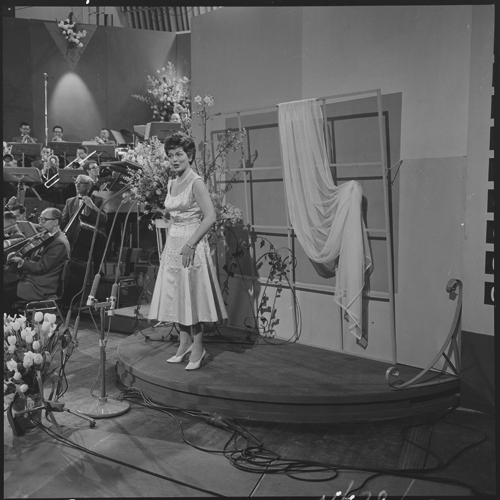
Lys Assia durante su tercera participación en Eurovisión en 1958.

El primer Festival de la Canción de Eurovisión se celebró en Lugano, Suiza, el 24 de mayo de 1956. Ese año, participaron siete países, cada uno de los cuales presentó dos canciones. Lys se encargó de defender las dos canciones suizas, una de las cuales, «Refrain» («Estribillo»), se alzaría con el triunfo. La otra canción que interpretó fue «Das alte Karussell» («El viejo carrusel»). Tras su victoria, volvió a representar a Suiza en las dos siguientes ediciones del festival. En 1957 ocupó el penúltimo lugar con «L'enfant que j'étais» («La niña que era»), y en 1958 fue subcampeona con «Giorgio».
Aunque comenzó a ser conocida en Europa tras su paso por el festival, Lys Assia ya era muy popular en Alemania, Austria y su Suiza natal antes de su triunfo.
Su estilo se basaba en canciones melódicas de amor características de los años 50 y 60. Assia cantó en las principales salas de fiestas de París, Madrid, Nueva York o Buenos Aires. Tuvo la oportunidad de cantar para la Reina Isabel II de Inglaterra, para el rey de Egipto Faruk o para Eva Perón.
Enamoró a los alemanes con la canción «Eine weiße Hochzeitskutsche» («Un carruaje blanco»), la primera canción de sus innumerables éxitos. Ella misma comentó sobre esta composición que «la belleza de la canción y del sonido, atrajo a muchos enamorados». Esa canción fue lanzada en 1946, es decir, en plena posguerra alemana.
Lys Assia tuvo como inspiración a un profesor de ballet clásico de Zúrich, al cual debe su nombre artístico.
En 1996 sufrió un infarto, que también superó. Ella misma comentó que tras ese infarto se hizo más humana y sensible.
Lys reapareció en el show Congratulations que conmemoraba el 50.º aniversario de Eurovisión. En dicho evento, donde presentó a la última ganadora del certamen, dijo: «Han pasado muchos años, pero aún seguimos aquí juntos».
En 2011, con 87 años de edad, Lys Assia se presentó con la canción «C'était ma vie» («Era mi vida») a la preselección suiza para intentar volver por cuarta vez al Festival de la Canción de Eurovisión 2012. Actuó en la final suiza con el mismo vestido que llevaba en el Festival de Eurovisión 1956. A pesar de la expectación generada, quedó en 8.ª posición de entre 14 finalistas, siendo el grupo Sinplus quien se alzó con la victoria.
Un año después, vuelve a presentarse candidata para representar a Suiza en el Festival de la Canción de Eurovisión 2013, con «All in your head» («Todo está en tu cabeza»), un tema «algo más moderno y rápido, actual» como ella lo describe, interpretado junto con el grupo rap NewJack. La canción no logró clasificarse a la final nacional suiza.

### Vida personal
Assia se casó con Johann Heinrich Kunz el 11 de enero de 1957 en Zürich. Kunz murió tan solo nueve meses más tarde de una enfermedad. Se casó con Oscar Pedersen en 1963, quien murió en 1995.

### Enfermedad y muerte
El 5 de mayo de 2013 fue hospitalizada por una neumonía. El 24 de marzo de 2018, la televisión pública suiza anunció el fallecimiento de la primera ganadora del Festival de la Canción de Eurovisión a los 94 años de edad.

## Sencillos
- «Oh mein Papa»
- «Ein kleiner goldner Ring»
- «Refrain»
- «Das alte Karussell»
- «Holland Mädel»
- «Jolie Jacqueline»
- «L'enfant que j'étais»
- «Giorgio»
- «C'était ma vie»
- «All in Your Head» (feat. NewJack)